# Cálculo da Páscoa

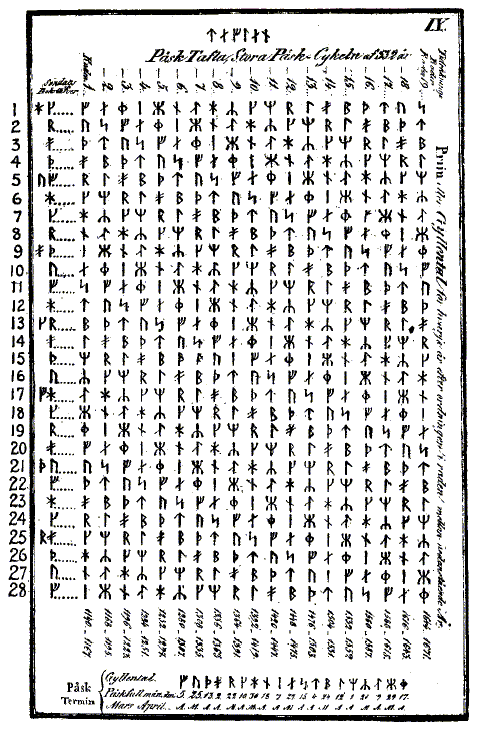
Tábua medieval da Escandinávia, em escrita rúnica, para cálculo da data da Páscoa

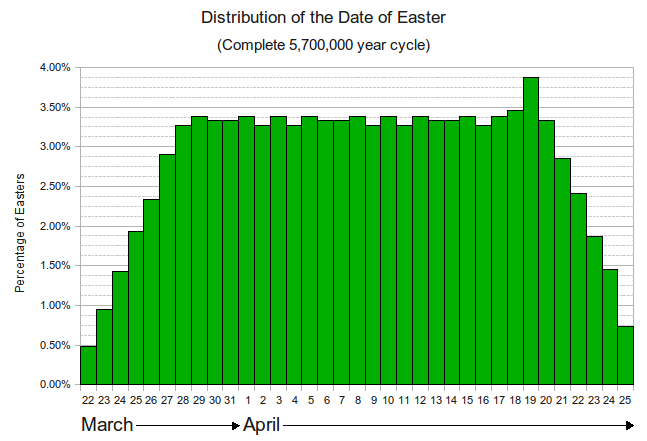
Distribuição das datas da Páscoa para um período completo de 5.700.000 anos.

O cálculo da data da Páscoa, também conhecido como Computus em latim, é fundamental no calendário cristão desde os primórdios da cristandade, tornando-se definido na Idade Média.
A Páscoa é celebrada no primeiro domingo após a primeira lua cheia que ocorre no dia do equinócio da Primavera, ou logo a seguir, (no hemisfério norte, outono no hemisfério sul), ou seja, é equivalente à antiga regra de que seria o primeiro Domingo após o 14º dia do mês lunar de Nissan. O dia do domingode Páscoa pode variar entre as datas extremas de 22 de Março e de 25 de Abril, dependendo da disposição dos dias e dos meses nas semanas. 
Os dias extremos deste intervalo correspondem muito raramente a domingos de Páscoa. A última vez que ocorreu a 22 de Março foi em 1818 e a próxima será em 2285. Menos raras são as Páscoas a 23 de Março (anos 1913, 2008 e 2160) e 25 de Abril (anos 1943, 2038 e 2190).

## Cálculo da data da Páscoa recorrendo a tabela simples
Obtenha o número dourado somando 1 ao resto da divisão inteira do ano em questão por 19.
Ao número final chamaremos de "X". Esse número é o número áureo que quer dizer "número dourado" pelo seu valor co cômputo pascal que corresponde a uma data específica dada na tabela abaixo. 
Esse número áureo corresponde à data da Lua cheia pascal.
A Páscoa será celebrada ao domingo seguinte à data encontrada na tabela. Caso a data já seja um domingo, a Páscoa é o domingo da semana seguinte.
Exemplo:
2020/19 é igual a 106, com resto 6;
6+1 = 7 (Número dourado)
Consultando na tabela, chega-se a 8 de abril, depois procura-se o domingo seguinte. A Páscoa em 2020 será no dia 12 de abril, já que o dia 8 é uma quarta-feira.
| Ano  | Ano  | X  | Data        |
| ---- | ---- | -- | ----------- |
| 1995 | 2014 | 1  | 14 de Abril |
| 1996 | 2015 | 2  | 3 de Abril  |
| 1997 | 2016 | 3  | 23 de Março |
| 1998 | 2017 | 4  | 11 de Abril |
| 1999 | 2018 | 5  | 31 de Março |
| 2000 | 2019 | 6  | 18 de Abril |
| 2001 | 2020 | 7  | 8 de Abril  |
| 2002 | 2021 | 8  | 28 de Março |
| 2003 | 2022 | 9  | 16 de Abril |
| 2004 | 2023 | 10 | 5 de Abril  |
| 2005 | 2024 | 11 | 25 de Março |
| 2006 | 2025 | 12 | 13 de Abril |
| 2007 | 2026 | 13 | 2 de Abril  |
| 2008 | 2027 | 14 | 22 de Março |
| 2009 | 2028 | 15 | 10 de Abril |
| 2010 | 2029 | 16 | 30 de Março |
| 2011 | 2030 | 17 | 17 de Abril |
| 2012 | 2031 | 18 | 7 de Abril  |
| 2013 | 2032 | 19 | 27 de Março |

## Cálculo da data da Páscoa recorrendo a algoritmos

### Algoritmo de Gauss
Para calcular o dia da Páscoa (Domingo), usa-se a fórmula abaixo, onde o "ANO" deve ser introduzido com 4 dígitos. O operador MOD é o resto da divisão. 
```
 a = ANO MOD 19
 b = ANO MOD 4
 c = ANO MOD 7
 
 
No 
calendário gregoriano
:

 k = ANO / 100
 p = (13 + 8*k) / 25
 q = k / 4
 M = (15 - p + k - q) MOD 30
 N = (4 + k - q) MOD 7
 
No 
calendário Juliano
:

 M = 15
 N = 6
 
 d = ((19*a) + M) MOD 30
 e = ((2*b) + (4*c) + (6*d) + N) MOD 7
 
 março = 22 + d + e
 abril = d + e - 9
 
 
SE
 abril == 25 
E
 d == 28 
E
 e == 6 
E
 (11*M + 11) MOD 30 < 19 :
   abril = 18
 
SE
 abril == 26 
E
 d == 29 
E
 e == 6 :
   abril = 19
 
 
SE
 março ≤ 31 :
   mês = 3
   dia = março
 
SENÃO
 :
   mês = 4
   dia = abril
```

exemplos:
Para o ano de 2025:
a=2025 MOD 19 = 11
b=2025 MOD 4 = 1
c=2025 MOD 7 = 2
d=(19 * 11 + 24) MOD 30 = 23
e=(2 * 1 + 4 *2 + 6 * 23 + 5) MOD 7 = 6
(d + e) = 23 + 6 = 29
Logo, o Domingo de Páscoa calha 29 dias depois de 22/3/2025, ou seja a 20 de abril  de   2025

### Algoritmo de Meeus/Jones/Butcher
Outro Algoritmo, conhecido como "Meeus/Jones/Butcher", tem a vantagem de não ter exceções para o calendário gregoriano (a partir de 1583), conforme apresentado por Jean Meeus em seu livro "Astronomical Algorithms":
```
 a = ANO MOD 19
 b = ANO \ 100
 c = ANO MOD 100
 d = b \ 4
 e = b MOD 4
 f = (b + 8) \ 25
 g = (b - f + 1) \ 3
 h = (19 × a + b - d - g + 15) MOD 30
 i = c \ 4
 k = c MOD 4
 L = (32 + 2 × e + 2 × i - h - k) MOD 7
 m = (a + 11 × h + 22 × L) \ 451
 MÊS = (h + L - 7 × m + 114) \ 31
 DIA = 1+ (h + L - 7 × m + 114)MOD 31
```

Obs.: O sinal "\" refere-se à divisão obtendo o inteiro (INT). Exemplo: 7\3 é igual a 2 e não a 2,333.
Exemplo para o ano de 2008:
```
 a = 2008 MOD 19 = 13
 b = 2008 \ 100 = 20
 c = 2008 MOD 100 = 8
 d = 20 \ 4 = 5
 e = 20 MOD 4) = 0
 f = (20 + 8) \ 25 = 1
 g = (20 - 1 + 1) \ 3 = 6
 h = (19 × 13 + 20 - 5 - 6 + 15) MOD 30 = 1
 i = 8 \ 4 = 2
 k = 8 MOD 4 = 0
 L = (32 + 2 × 0 + 2 × 2 - 1 - 0) MOD 7 = 0
 m = (13 + 11 × 1 + 22 × 0) \ 451 = 0
 MÊS = (1 + 0 - 7 × 0 + 114) \ 31 = 3 (Março)
 DIA =1 + (1 + 0 - 7 × 0 + 114) MOD 31 + 1 = 23
 
 Ou seja, a Páscoa de 2008 caiu em 23 de Março.
```

## Datas dos feriados móveis
A seguir temos uma tabela com todos os feriados móveis de um ano, sendo eles: Carnaval, Sexta-Feira Santa, Páscoa e Corpus Christi, do período de 1850 a 2209. 
| Ano                                                                                                | Ano   | Ano  | Ano   | Carnaval              | Sexta-feira Santa | Páscoa      | Corpus Christi |
| -------------------------------------------------------------------------------------------------- | ----- | ---- | ----- | --------------------- | ----------------- | ----------- | -------------- |
| -                                                                                                  | 1900  | 1990 | 2142  | 27 de fevereiro       | 13 de abril       | 15 de abril | 14 de junho    |
| -                                                                                                  | -     | 1991 | 2143  | 12 de fevereiro       | 29 de março       | 31 de março | 30 de maio     |
| -                                                                                                  | -     | 1992 | 2144  | 3 de março            | 17 de abril       | 19 de abril | 18 de junho    |
| -                                                                                                  | -     | 1993 | 2145  | 23 de fevereiro       | 9 de abril        | 11 de abril | 10 de junho    |
| -                                                                                                  | -     | 1994 | 2146  | 15 de fevereiro       | 1 de abril        | 3 de abril  | 2 de junho     |
| -                                                                                                  | -     | 1995 | 2147  | 28 de fevereiro       | 14 de abril       | 16 de abril | 15 de junho    |
| -                                                                                                  | 1901* | 1996 | 2148  | 20 (19*) de fevereiro | 5 de abril        | 7 de abril  | 6 de junho     |
| -                                                                                                  | 1902  | 1997 | 2149  | 11 de fevereiro       | 28 de março       | 30 de março | 29 de maio     |
| -                                                                                                  | 1903  | 1998 | 2150  | 24 de fevereiro       | 10 de abril       | 12 de abril | 11 de junho    |
| -                                                                                                  | -     | 1999 | 2151  | 16 de fevereiro       | 2 de abril        | 4 de abril  | 3 de junho     |
| -                                                                                                  | 1904  | -    | -     | 16 de fevereiro       | 1 de abril        | 3 de abril  | 2 de junho     |
| -                                                                                                  | 1905  | 2000 | 2152  | 7 de março            | 21 de abril       | 23 de abril | 22 de junho    |
| -                                                                                                  | 1906  | 2001 | 2153  | 27 de fevereiro       | 13 de abril       | 15 de abril | 14 de junho    |
| 1850                                                                                               | 1907  | 2002 | 2154  | 12 de fevereiro       | 29 de março       | 31 de março | 30 de maio     |
| 1851                                                                                               | -     | 2003 | 2155  | 4 de março            | 18 de abril       | 20 de abril | 19 de junho    |
| -                                                                                                  | 1908  | -    | -     | 3 de março            | 17 de abril       | 19 de abril | 18 de junho    |
| 1852                                                                                               | 1909* | 2004 | 2156  | 24 (23*) de fevereiro | 9 de abril        | 11 de abril | 10 de junho    |
| 1853                                                                                               | 1910  | 2005 | 2157  | 8 de fevereiro        | 25 de março       | 27 de março | 26 de maio     |
| 1854                                                                                               | 1911  | 2006 | 2158  | 28 de fevereiro       | 14 de abril       | 16 de abril | 15 de junho    |
| 1855                                                                                               | -     | 2007 | 2159  | 20 de fevereiro       | 6 de abril        | 8 de abril  | 7 de junho     |
| -                                                                                                  | 1912  | -    | -     | 20 de fevereiro       | 5 de abril        | 7 de abril  | 6 de junho     |
| 1856                                                                                               | 1913* | 2008 | 2160  | 5 (4*) de fevereiro   | 21 de março       | 23 de março | 22 de maio     |
| 1857                                                                                               | 1914  | 2009 | 2161  | 24 de fevereiro       | 10 de abril       | 12 de abril | 11 de junho    |
| 1858                                                                                               | 1915  | 2010 | 2162  | 16 de fevereiro       | 2 de abril        | 4 de abril  | 3 de junho     |
| 1859                                                                                               | -     | 2011 | 2163  | 8 de março            | 22 de abril       | 24 de abril | 23 de junho    |
| -                                                                                                  | 1916  | -    | -     | 7 de março            | 21 de abril       | 23 de abril | 22 de junho    |
| 1860                                                                                               | 1917* | 2012 | 2164  | 21 (20*) de fevereiro | 6 de abril        | 8 de abril  | 7 de junho     |
| 1861                                                                                               | 1918  | 2013 | 2165  | 12 de fevereiro       | 29 de março       | 31 de março | 30 de maio     |
| 1862                                                                                               | 1919  | 2014 | 2166  | 4 de março            | 18 de abril       | 20 de abril | 19 de junho    |
| 1863                                                                                               | -     | 2015 | 2167  | 17 de fevereiro       | 3 de abril        | 5 de abril  | 4 de junho     |
| -                                                                                                  | 1920  | -    | -     | 17 de fevereiro       | 2 de abril        | 4 de abril  | 3 de junho     |
| 1864                                                                                               | 1921* | 2016 | 2168  | 9 (8*) de fevereiro   | 25 de março       | 27 de março | 26 de maio     |
| 1865                                                                                               | 1922  | 2017 | 2169  | 28 de fevereiro       | 14 de abril       | 16 de abril | 15 de junho    |
| 1866                                                                                               | 1923  | 2018 | 2170  | 13 de fevereiro       | 30 de março       | 1 de abril  | 31 de maio     |
| 1867                                                                                               | -     | 2019 | 2171  | 5 de março            | 19 de abril       | 21 de abril | 20 de junho    |
| -                                                                                                  | 1924  | -    | -     | 4 de março            | 18 de abril       | 20 de abril | 19 de junho    |
| 1868                                                                                               | 1925* | 2020 | 2172  | 25 (24*) de fevereiro | 10 de abril       | 12 de abril | 11 de junho    |
| 1869                                                                                               | -     | -    | -     | 9 de fevereiro        | 26 de março       | 28 de março | 27 de maio     |
| -                                                                                                  | 1926  | 2021 | 2173  | 16 de fevereiro       | 2 de abril        | 4 de abril  | 3 de junho     |
| 1870                                                                                               | 1927  | 2022 | 2174  | 1 de março            | 15 de abril       | 17 de abril | 16 de junho    |
| 1871                                                                                               | -     | 2023 | 2175  | 21 de fevereiro       | 7 de abril        | 9 de abril  | 8 de junho     |
| -                                                                                                  | 1928  | -    | -     | 21 de fevereiro       | 6 de abril        | 8 de abril  | 7 de junho     |
| 1872                                                                                               | 1929* | 2024 | 2176  | 13 (12*) de fevereiro | 29 de março       | 31 de março | 30 de maio     |
| 1873                                                                                               | -     | -    | -     | 25 de fevereiro       | 11 de abril       | 13 de abril | 12 de junho    |
| -                                                                                                  | 1930  | 2025 | 2177  | 4 de março            | 18 de abril       | 20 de abril | 19 de junho    |
| 1874                                                                                               | 1931  | 2026 | 2178  | 17 de fevereiro       | 3 de abril        | 5 de abril  | 4 de junho     |
| 1875                                                                                               | -     | 2027 | 2179  | 9 de fevereiro        | 26 de março       | 28 de março | 27 de maio     |
| -                                                                                                  | 1932  | -    | -     | 9 de fevereiro        | 25 de março       | 27 de março | 26 de maio     |
| 1876                                                                                               | 1933* | 2028 | 2180  | 29 (28*) de fevereiro | 14 de abril       | 16 de abril | 15 de junho    |
| 1877                                                                                               | 1934  | 2029 | 2181  | 13 de fevereiro       | 30 de março       | 1 de abril  | 31 de maio     |
| 1878                                                                                               | 1935  | 2030 | 2182  | 5 de março            | 19 de abril       | 21 de abril | 20 de junho    |
| 1879                                                                                               | -     | 2031 | 2183  | 25 de fevereiro       | 11 de abril       | 13 de abril | 12 de junho    |
| -                                                                                                  | 1936  | -    | -     | 25 de fevereiro       | 10 de abril       | 12 de abril | 11 de junho    |
| 1880                                                                                               | 1937* | 2032 | 2184  | 10 (9*) de fevereiro  | 26 de março       | 28 de março | 27 de maio     |
| 1881                                                                                               | 1938  | 2033 | 2185  | 1 de março            | 15 de abril       | 17 de abril | 16 de junho    |
| 1882                                                                                               | 1939  | 2034 | 2186  | 21 de fevereiro       | 7 de abril        | 9 de abril  | 8 de junho     |
| 1883                                                                                               | -     | 2035 | 2187  | 6 de fevereiro        | 23 de março       | 25 de março | 24 de maio     |
| -                                                                                                  | 1940  | -    | -     | 6 de fevereiro        | 22 de março       | 24 de março | 23 de maio     |
| 1884                                                                                               | 1941* | 2036 | 2188  | 26 (25*) de fevereiro | 11 de abril       | 13 de abril | 12 de junho    |
| 1885                                                                                               | 1942  | 2037 | 2189  | 17 de fevereiro       | 3 de abril        | 5 de abril  | 4 de junho     |
| 1886                                                                                               | 1943  | 2038 | 2190  | 9 de março            | 23 de abril       | 25 de abril | 24 de junho    |
| 1887                                                                                               | -     | 2039 | 2191  | 22 de fevereiro       | 8 de abril        | 10 de abril | 9 de junho     |
| -                                                                                                  | 1944  | -    | -     | 22 de fevereiro       | 7 de abril        | 9 de abril  | 8 de junho     |
| 1888                                                                                               | 1945* | 2040 | 2192  | 14 (13*) de fevereiro | 30 de março       | 1 de abril  | 31 de maio     |
| 1889                                                                                               | 1946  | 2041 | 2193  | 5 de março            | 19 de abril       | 21 de abril | 20 de junho    |
| 1890                                                                                               | 1947  | 2042 | 2194  | 18 de fevereiro       | 4 de abril        | 6 de abril  | 5 de junho     |
| 1891                                                                                               | -     | 2043 | 2195  | 10 de fevereiro       | 27 de março       | 29 de março | 28 de maio     |
| -                                                                                                  | 1948  | -    | -     | 10 de fevereiro       | 26 de março       | 28 de março | 27 de maio     |
| 1892                                                                                               | 1949  | 2044 | 2196  | 1 de março            | 15 de abril       | 17 de abril | 16 de junho    |
| 1893                                                                                               | -     | -    | -     | 14 de fevereiro       | 31 de março       | 2 de abril  | 1 de junho     |
| -                                                                                                  | 1950  | 2045 | 2197  | 21 de fevereiro       | 7 de abril        | 9 de abril  | 8 de junho     |
| 1894                                                                                               | 1951  | 2046 | 2198  | 6 de fevereiro        | 23 de março       | 25 de março | 24 de maio     |
| 1895                                                                                               | -     | 2047 | 2199  | 26 de fevereiro       | 12 de abril       | 14 de abril | 13 de junho    |
| 1896                                                                                               | -     | 2048 | -     | 18 de fevereiro       | 3 de abril        | 5 de abril  | 4 de junho     |
| |       |      |       |                       |                   |             |                |
| 1897                                                                                               | -     | 2049 | 2060  | 2 de março            | 16 de abril       | 18 de abril | 17 de junho    |
| 1898                                                                                               | -     | 2050 | 2061  | 22 de fevereiro       | 8 de abril        | 10 de abril | 9 de junho     |
| 1899                                                                                               | -     | 2051 | -     | 14 de fevereiro       | 31 de março       | 2 de abril  | 1 de junho     |
| -                                                                                                  | -     | -    | 2062  | 7 de fevereiro        | 24 de março       | 26 de março | 25 de maio     |
| -                                                                                                  | -     | 2052 | -     | 5 de março            | 19 de abril       | 21 de abril | 20 de junho    |
| 1900                                                                                               | -     | -    | 2063  | 27 de fevereiro       | 13 de abril       | 15 de abril | 14 de junho    |
| -                                                                                                  | -     | 2053 | 2064* | 18 (19*) de fevereiro | 4 de abril        | 6 de abril  | 5 de junho     |
| -                                                                                                  | -     | 2054 | 2065  | 10 de fevereiro       | 27 de março       | 29 de março | 28 de maio     |
| -                                                                                                  | -     | 2055 | -     | 2 de março            | 16 de abril       | 18 de abril | 17 de junho    |
| -                                                                                                  | -     | -    | 2066  | 23 de fevereiro       | 9 de abril        | 11 de abril | 10 de junho    |
| -                                                                                                  | -     | 2056 | -     | 15 de fevereiro       | 31 de março       | 2 de abril  | 1 de junho     |
| -                                                                                                  | -     | -    | 2067  | 15 de fevereiro       | 1 de abril        | 3 de abril  | 2 de junho     |
| -                                                                                                  | -     | 2057 | 2068  | 6 de março            | 20 de abril       | 22 de abril | 21 de junho    |
| -                                                                                                  | -     | 2058 | 2069  | 26 de fevereiro       | 12 de abril       | 14 de abril | 13 de junho    |
| -                                                                                                  | -     | 2059 | 2070  | 11 de fevereiro       | 28 de março       | 30 de março | 29 de maio     |
| |       |      |       |                       |                   |             |                |
| -                                                                                                  | -     | 2071 | 2082  | 3 de março            | 17 de abril       | 19 de abril | 18 de junho    |
| -                                                                                                  | -     | 2072 | -     | 23 de fevereiro       | 8 de abril        | 10 de abril | 9 de junho     |
| -                                                                                                  | -     | -    | 2083  | 16 de fevereiro       | 2 de abril        | 4 de abril  | 3 de junho     |
| -                                                                                                  | -     | 2073 | 2084* | 7 (8*) de fevereiro   | 24 de março       | 26 de março | 25 de maio     |
| -                                                                                                  | -     | 2074 | 2085  | 27 de fevereiro       | 13 de abril       | 15 de abril | 14 de junho    |
| 1901                                                                                               | -     | 2075 | -     | 19 de fevereiro       | 5 de abril        | 7 de abril  | 6 de junho     |
| -                                                                                                  | -     | 2076 | -     | 3 de março            | 17 de abril       | 19 de abril | 18 de junho    |
| -                                                                                                  | -     | -    | 2086  | 12 de fevereiro       | 29 de março       | 31 de março | 30 de maio     |
| -                                                                                                  | -     | -    | 2087  | 4 de março            | 18 de abril       | 20 de abril | 19 de junho    |
| -                                                                                                  | -     | 2077 | 2088* | 23 (24*) de fevereiro | 9 de abril        | 11 de abril | 10 de junho    |
| -                                                                                                  | -     | 2078 | 2089  | 15 de fevereiro       | 1 de abril        | 3 de abril  | 2 de junho     |
| -                                                                                                  | -     | 2079 | -     | 7 de março            | 21 de abril       | 23 de abril | 22 de junho    |
| -                                                                                                  | -     | 2080 | -     | 20 de fevereiro       | 5 de abril        | 7 de abril  | 6 de junho     |
| 1902                                                                                               | -     | 2081 | -     | 11 de fevereiro       | 28 de março       | 30 de março | 29 de maio     |
| |       |      |       |                       |                   |             |                |
| -                                                                                                  | -     | 2090 | -     | 28 de fevereiro       | 14 de abril       | 16 de abril | 15 de junho    |
| -                                                                                                  | -     | 2091 | -     | 20 de fevereiro       | 6 de abril        | 8 de abril  | 7 de junho     |
| -                                                                                                  | -     | 2092 | -     | 12 de fevereiro       | 28 de março       | 30 de março | 29 de maio     |
| 1903                                                                                               | -     | 2093 | -     | 24 de fevereiro       | 10 de abril       | 12 de abril | 11 de junho    |
| -                                                                                                  | -     | 2094 | -     | 16 de fevereiro       | 2 de abril        | 4 de abril  | 3 de junho     |
| -                                                                                                  | -     | 2095 | -     | 8 de março            | 22 de abril       | 24 de abril | 23 de junho    |
| -                                                                                                  | -     | 2096 | -     | 28 de fevereiro       | 13 de abril       | 15 de abril | 14 de junho    |
| -                                                                                                  | -     | 2097 | -     | 12 de fevereiro       | 29 de março       | 31 de março | 30 de maio     |
| -                                                                                                  | -     | 2098 | -     | 4 de março            | 18 de abril       | 20 de abril | 19 de junho    |
| -                                                                                                  | -     | 2099 | -     | 24 de fevereiro       | 10 de abril       | 12 de abril | 11 de junho    |
| -                                                                                                  | -     | 2100 | -     | 9 de fevereiro        | 26 de março       | 28 de março | 27 de maio     |
| -                                                                                                  | 1949  | 2101 | -     | 1 de março            | 15 de abril       | 17 de abril | 16 de junho    |
| -                                                                                                  | 1950  | 2102 | -     | 21 de fevereiro       | 7 de abril        | 9 de abril  | 8 de junho     |
| -                                                                                                  | 1951  | 2103 | -     | 6 de fevereiro        | 23 de março       | 25 de março | 24 de maio     |
| -                                                                                                  | 1952  | 2104 | -     | 26 de fevereiro       | 11 de abril       | 13 de abril | 12 de junho    |
| -                                                                                                  | 1953  | 2105 | -     | 17 de fevereiro       | 3 de abril        | 5 de abril  | 4 de junho     |
| -                                                                                                  | 1954  | 2106 | -     | 2 de março            | 16 de abril       | 18 de abril | 17 de junho    |
| -                                                                                                  | 1955  | 2107 | -     | 22 de fevereiro       | 8 de abril        | 10 de abril | 9 de junho     |
| -                                                                                                  | 1956  | 2108 | -     | 14 de fevereiro       | 30 de março       | 1 de abril  | 31 de maio     |
| -                                                                                                  | 1957  | 2109 | -     | 5 de março            | 19 de abril       | 21 de abril | 20 de junho    |
| -                                                                                                  | 1958  | 2110 | 2200  | 18 de fevereiro       | 4 de abril        | 6 de abril  | 5 de junho     |
| -                                                                                                  | 1959  | 2111 | -     | 10 de fevereiro       | 27 de março       | 29 de março | 28 de maio     |
| -                                                                                                  | 1960  | 2112 | -     | 1 de março            | 15 de abril       | 17 de abril | 16 de junho    |
| -                                                                                                  | 1961  | 2113 | -     | 14 de fevereiro       | 31 de março       | 2 de abril  | 1 de junho     |
| -                                                                                                  | 1962  | 2114 | -     | 6 de março            | 20 de abril       | 22 de abril | 21 de junho    |
| -                                                                                                  | 1963  | 2115 | -     | 26 de fevereiro       | 12 de abril       | 14 de abril | 13 de junho    |
| -                                                                                                  | 1964  | 2116 | -     | 11 de fevereiro       | 27 de março       | 29 de março | 28 de maio     |
| -                                                                                                  | 1965  | 2117 | -     | 2 de março            | 16 de abril       | 18 de abril | 17 de junho    |
| -                                                                                                  | 1966  | 2118 | -     | 22 de fevereiro       | 8 de abril        | 10 de abril | 9 de junho     |
| -                                                                                                  | 1967  | 2119 | -     | 7 de fevereiro        | 24 de março       | 26 de março | 25 de maio     |
| -                                                                                                  | 1968  | 2120 | -     | 27 de fevereiro       | 12 de abril       | 14 de abril | 13 de junho    |
| -                                                                                                  | 1969  | 2121 | -     | 18 de fevereiro       | 4 de abril        | 6 de abril  | 5 de junho     |
| -                                                                                                  | 1970  | 2122 | -     | 10 de fevereiro       | 27 de março       | 29 de março | 28 de maio     |
| -                                                                                                  | 1971  | 2123 | -     | 23 de fevereiro       | 9 de abril        | 11 de abril | 10 de junho    |
| -                                                                                                  | 1972  | 2124 | -     | 15 de fevereiro       | 31 de março       | 2 de abril  | 1 de junho     |
| -                                                                                                  | 1973  | 2125 | -     | 6 de março            | 20 de abril       | 22 de abril | 21 de junho    |
| -                                                                                                  | 1974  | 2126 | -     | 26 de fevereiro       | 12 de abril       | 14 de abril | 13 de junho    |
| -                                                                                                  | 1975  | 2127 | -     | 11 de fevereiro       | 28 de março       | 30 de março | 29 de maio     |
| -                                                                                                  | 1976  | 2128 | -     | 2 de março            | 16 de abril       | 18 de abril | 17 de junho    |
| -                                                                                                  | 1977  | 2129 | -     | 22 de fevereiro       | 8 de abril        | 10 de abril | 9 de junho     |
| -                                                                                                  | 1978  | 2130 | -     | 7 de fevereiro        | 24 de março       | 26 de março | 25 de maio     |
| -                                                                                                  | 1979  | 2131 | -     | 27 de fevereiro       | 13 de abril       | 15 de abril | 14 de junho    |
| -                                                                                                  | 1980  | 2132 | -     | 19 de fevereiro       | 4 de abril        | 6 de abril  | 5 de junho     |
| -                                                                                                  | 1981  | 2133 | 2201  | 3 de março            | 17 de abril       | 19 de abril | 18 de junho    |
| -                                                                                                  | 1982  | 2134 | 2202  | 23 de fevereiro       | 9 de abril        | 11 de abril | 10 de junho    |
| -                                                                                                  | 1983  | 2135 | 2203  | 15 de fevereiro       | 1 de abril        | 3 de abril  | 2 de junho     |
| -                                                                                                  | 1984  | 2136 | 2204  | 6 de março            | 20 de abril       | 22 de abril | 21 de junho    |
| -                                                                                                  | 1985  | 2137 | 2205  | 19 de fevereiro       | 5 de abril        | 7 de abril  | 6 de junho     |
| -                                                                                                  | 1986  | 2138 | 2206  | 11 de fevereiro       | 28 de março       | 30 de março | 29 de maio     |
| -                                                                                                  | 1987  | 2139 | 2207  | 3 de março            | 17 de abril       | 19 de abril | 18 de junho    |
| 1904                                                                                               | 1988  | 2140 | 2208  | 16 de fevereiro       | 1 de abril        | 3 de abril  | 2 de junho     |
| -                                                                                                  | 1989  | 2141 | 2209  | 7 de fevereiro        | 24 de março       | 26 de março | 25 de maio     |
| Nota: Para anos assinalados com asterisco (*) o Carnaval calha no dia assinalado entre parênteses. |       |      |       |                       |                   |             |                |

Uma forma de aplicação do Algoritmo de Meeus/Jones/Butcher, direta e acessível para a maioria das pessoas que utilizam computadores, é a adaptação de Claytom Valle para ser mostrada numa única célula da planilha Excel®, da Microsoft. Basta copiar o conjunto abaixo (exatamente como mostrado, sem espaços) e colar na célula onde se espera que seja exibida a data da Páscoa. Nesse exemplo, considerou-se uma célula chamada "Ano" (definida através da opção "Definir Nome" do Excel®), mas pode-se substituir todas as palavras "Ano" pela célula que contenha o ano desejado (como por exemplo "A1", sem aspas):
=DATA(ano;INT((MOD((19*(MOD(ano;19))+(INT(ano/100))-(INT(INT(ano/100)/4))-(INT((INT(ano/100)-(INT((INT(ano/100)+8)/25))+1)/3))+15);30)+MOD((32+(2*MOD(INT(ano/100);4))+(2*INT(MOD(ano;100)/4))-(MOD((19*(MOD(ano;19))+(INT(ano/100))-(INT(INT(ano/100)/4))-(INT((INT(ano/100)-(INT((INT(ano/100)+8)/25))+1)/3))+15);30))-(MOD(MOD(ano;100);4)));7)-(7*INT(((MOD(ano;19))+(11*MOD((19*(MOD(ano;19))+(INT(ano/100))-(INT(INT(ano/100)/4))-(INT((INT(ano/100)-(INT((INT(ano/100)+8)/25))+1)/3))+15);30))+(22*MOD((32+(2*MOD(INT(ano/100);4))+(2*INT(MOD(ano;100)/4))-(MOD((19*(MOD(ano;19))+(INT(ano/100))-(INT(INT(ano/100)/4))-(INT((INT(ano/100)-(INT((INT(ano/100)+8)/25))+1)/3))+15);30))-(MOD(MOD(ano;100);4)));7)))/451))+114)/31);MOD((MOD((19*(MOD(ano;19))+(INT(ano/100))-(INT(INT(ano/100)/4))-(INT((INT(ano/100)-(INT((INT(ano/100)+8)/25))+1)/3))+15);30)+MOD((32+(2*MOD(INT(ano/100);4))+(2*INT(MOD(ano;100)/4))-(MOD((19*(MOD(ano;19))+(INT(ano/100))-(INT(INT(ano/100)/4))-(INT((INT(ano/100)-(INT((INT(ano/100)+8)/25))+1)/3))+15);30))-(MOD(MOD(ano;100);4)));7)-(7*INT(((MOD(ano;19))+(11*MOD((19*(MOD(ano;19))+(INT(ano/100))-(INT(INT(ano/100)/4))-(INT((INT(ano/100)-(INT((INT(ano/100)+8)/25))+1)/3))+15);30))+(22*MOD((32+(2*MOD(INT(ano/100);4))+(2*INT(MOD(ano;100)/4))-(MOD((19*(MOD(ano;19))+(INT(ano/100))-(INT(INT(ano/100)/4))-(INT((INT(ano/100)-(INT((INT(ano/100)+8)/25))+1)/3))+15);30))-(MOD(MOD(ano;100);4)));7)))/451))+114);31)+1)
Observação: devido à limitação do Excel em relação à Função "Data", a fórmula acima só funciona entre os anos 1900 e 9999.
Abaixo, o Algoritmo convertido para a linguagem "Transact-SQL Server". Poderá também ser adaptado para qualquer outra linguagem de programação:
```
 CREATE FUNCTION fncPascoa (@ANO int)
 RETURNS datetime
 AS
 BEGIN
 DECLARE @DATA AS DATETIME
 DECLARE @MES AS INT
 DECLARE @DIA AS INT
 DECLARE @A AS INT
 DECLARE @B AS INT
 DECLARE @C AS INT
 DECLARE @D AS INT
 DECLARE @E AS INT
 DECLARE @F AS INT
 DECLARE @G AS INT
 DECLARE @H AS INT
 DECLARE @I AS INT
 DECLARE @K AS INT
 DECLARE @L AS INT
 DECLARE @M AS INT
 SET @A = @ANO%19
 SET @B = @ANO/100
 SET @C = @ANO%100
 SET @D = @B/4
 SET @E = @B%4
 SET @F = (@B+8)/25
 SET @G = (@B-@F+1)/3
 SET @H = (19*@A+@B-@D-@G+15)%30
 SET @I = @C/4
 SET @K = @C%4
 SET @L = (32+2*@E+2*@I-@H-@K)%7
 SET @M = (@A+11*@H+22*@L)/451
 SET @MES = (@H+@L-7*@M+114)/31
 SET @DIA = ((@H+@L-7*@M+114)%31)+1
 SET @DATA = CAST((LTRIM(RTRIM(CAST(@ANO AS CHAR)))) + '-' + 
 (LTRIM(RTRIM(CAST(@MES AS CHAR)))) + '-' + 
 (LTRIM(RTRIM(CAST(@DIA AS CHAR)))) AS DATETIME)
 RETURN(@DATA)
 END;
 GO
```

### R
Exemplo de códico em R
```
  
require
(
lubridate
)

  
easterDay
 
<-
 
function
(
year
){

  
a
 
<-
 
year
 
%%
 
19

  
b
 
<-
 
floor
(
year
 
/
 
100
)

  
c
 
<-
 
year
 
%%
 
100

  

  
d
 
<-
 
floor
(
b
 
/
 
4
)

  
e
 
<-
 
b
 
%%
 
4

  

  
f
 
<-
 
floor
((
b
 
+
 
8
)
 
/
 
25
)

  

  
g
 
<-
 
floor
((
b
 
-
 
f
 
+
 
1
)
/
3
)

  

  
h
 
<-
 
(
19
*
a
 
+
 
b
 
-
 
d
 
-
 
g
 
+
 
15
)
 
%%
 
30

  

  
i
 
<-
 
floor
(
c
 
/
 
4
)

  
k
 
<-
 
c
 
%%
 
4
 

  

  
l
 
<-
 
(
32
 
+
 
2
 
*
 
e
 
+
 
2
 
*
 
i
 
-
 
h
 
-
 
k
)
 
%%
 
7

  

  
m
 
<-
 
floor
((
a
 
+
 
11
*
h
 
+
 
22
*
l
)
/
451
)

  

  
n
 
<-
 
floor
((
h
 
+
 
l
 
-
 
7
*
m
 
+
 
114
)
/
31
)

  

  
p
 
<-
 
(
h
 
+
 
l
 
-
 
7
*
m
 
+
 
114
)
 
%%
 
31

  

  
return
(
c
(
as.character
(
month
(
n
,
 
label
 
=
 
TRUE
)),
 
p
 
+
 
1
))
  

}

```

Exemplo de utilização, easterDay(2018), retorna o vetor "Apr" "1".

### C#
Exemplo de código em C#
```
public
 
static
 
string
 
Calcula
(
int
 
nAno
)
 
{

  
int
 
nRest
 
=
 
(
nAno
 
%
 
19
)
 
+
 
1
;

  
DateTime
 
oDia
 
=
 
new
 
DateTime
();

  
switch
 
(
nRest
)
 
{

    
case
  
1
:
 
oDia
 
=
 
new
 
System
.
DateTime
(
nAno
,
 
4
,
 
14
,
 
0
,
 
0
,
 
0
,
 
0
);
 
break
;

    
case
  
2
:
 
oDia
 
=
 
new
 
System
.
DateTime
(
nAno
,
 
4
,
  
3
,
 
0
,
 
0
,
 
0
,
 
0
);
 
break
;

    
case
  
3
:
 
oDia
 
=
 
new
 
System
.
DateTime
(
nAno
,
 
3
,
 
23
,
 
0
,
 
0
,
 
0
,
 
0
);
 
break
;

    
case
  
4
:
 
oDia
 
=
 
new
 
System
.
DateTime
(
nAno
,
 
4
,
 
11
,
 
0
,
 
0
,
 
0
,
 
0
);
 
break
;

    
case
  
5
:
 
oDia
 
=
 
new
 
System
.
DateTime
(
nAno
,
 
3
,
 
31
,
 
0
,
 
0
,
 
0
,
 
0
);
 
break
;

    
case
  
6
:
 
oDia
 
=
 
new
 
System
.
DateTime
(
nAno
,
 
4
,
 
18
,
 
0
,
 
0
,
 
0
,
 
0
);
 
break
;

    
case
  
7
:
 
oDia
 
=
 
new
 
System
.
DateTime
(
nAno
,
 
4
,
  
8
,
 
0
,
 
0
,
 
0
,
 
0
);
 
break
;

    
case
  
8
:
 
oDia
 
=
 
new
 
System
.
DateTime
(
nAno
,
 
3
,
 
28
,
 
0
,
 
0
,
 
0
,
 
0
);
 
break
;

    
case
  
9
:
 
oDia
 
=
 
new
 
System
.
DateTime
(
nAno
,
 
4
,
 
16
,
 
0
,
 
0
,
 
0
,
 
0
);
 
break
;

    
case
 
10
:
 
oDia
 
=
 
new
 
System
.
DateTime
(
nAno
,
 
4
,
  
5
,
 
0
,
 
0
,
 
0
,
 
0
);
 
break
;

    
case
 
11
:
 
oDia
 
=
 
new
 
System
.
DateTime
(
nAno
,
 
3
,
 
25
,
 
0
,
 
0
,
 
0
,
 
0
);
 
break
;

    
case
 
12
:
 
oDia
 
=
 
new
 
System
.
DateTime
(
nAno
,
 
4
,
 
13
,
 
0
,
 
0
,
 
0
,
 
0
);
 
break
;

    
case
 
13
:
 
oDia
 
=
 
new
 
System
.
DateTime
(
nAno
,
 
4
,
  
2
,
 
0
,
 
0
,
 
0
,
 
0
);
 
break
;

    
case
 
14
:
 
oDia
 
=
 
new
 
System
.
DateTime
(
nAno
,
 
3
,
 
22
,
 
0
,
 
0
,
 
0
,
 
0
);
 
break
;

    
case
 
15
:
 
oDia
 
=
 
new
 
System
.
DateTime
(
nAno
,
 
4
,
 
10
,
 
0
,
 
0
,
 
0
,
 
0
);
 
break
;

    
case
 
16
:
 
oDia
 
=
 
new
 
System
.
DateTime
(
nAno
,
 
3
,
 
30
,
 
0
,
 
0
,
 
0
,
 
0
);
 
break
;

    
case
 
17
:
 
oDia
 
=
 
new
 
System
.
DateTime
(
nAno
,
 
4
,
 
17
,
 
0
,
 
0
,
 
0
,
 
0
);
 
break
;

    
case
 
18
:
 
oDia
 
=
 
new
 
System
.
DateTime
(
nAno
,
 
4
,
  
7
,
 
0
,
 
0
,
 
0
,
 
0
);
 
break
;

    
case
 
19
:
 
oDia
 
=
 
new
 
System
.
DateTime
(
nAno
,
 
3
,
 
27
,
 
0
,
 
0
,
 
0
,
 
0
);
 
break
;

  
}

  
string
 
cRet
 
=
 
""
;
 

  
for
 
(
int
 
n
 
=
 
1
;
 
n
 
<=
 
13
;
 
n
++
)
 
{

    
oDia
=
 
oDia
.
AddDays
(
1
);

    
if
 
(
oDia
.
DayOfWeek
 
==
 
DayOfWeek
.
Sunday
)
 
{

      
cRet
 
=
 
oDia
.
Day
.
ToString
();

      
cRet
 
+=
 
oDia
.
Month
 
==
 
3
 
?
 
" de março"
 
:
 
" de abril"
;

    

      
return
 
cRet
;

    
}

  
}
 

  
return
 
""
;

}

```

### PHP
Exemplo de código em PHP, o PHP possui nativamente um recurso para obter a data da páscoa, sendo:
```
date
(
"d-m-Y"
,
 
easter_date
(
$Ano
));

```

Porém, a função easter_date() pode retornar a data incorreta dependendo do fuso horário do servidor. Para corrigir isto, pode-se usar o seguinte código (compatível com PHP 5.3+):
```
function
 
findPascoa
(
$ano
)

{

  
$date
 
=
 
new
 
DateTime
(
'now'
,
 
new
 
DateTimeZone
(
'UTC'
));

  
$date
->
setTimestamp
(
easter_date
(
$ano
));

  
return
 
$date
->
format
(
'd-m-Y'
);

}

```

Exemplo manual de cálculo para obter a data da Páscoa:
```
/**

  * Anos de 1582 a 1599 X=22 e Y=2

  * Anos de 1600 a 1699 X=22 e Y=2

  * Anos de 1700 a 1799 X=23 e Y=3

  * Anos de 1800 a 1899 X=24 e Y=4

  * Anos de 1900 a 1999 X=24 e Y=5

  **> Anos de 2000 a 2099 X=24 e Y=5 <**

  * Anos de 2100 a 2199 X=24 e Y=6

  * Anos de 2200 a 2299 X=25 e Y=7

  * 

  */

function
 
findPascoa
(
$ano
)

{

  
$X
 
=
 
24
;

  
$Y
 
=
 
5
;

  
$a
 
=
 
(
$ano
 
%
 
19
);

  
$b
 
=
 
(
$ano
 
%
 
4
);

  
$c
 
=
 
(
$ano
 
%
 
7
);

  
$d
 
=
 
((
19
 
*
 
$a
 
+
 
$X
)
 
%
 
30
);

  
$e
 
=
 
((
2
 
*
 
$b
 
+
 
4
 
*
 
$c
 
+
 
6
 
*
 
$d
 
+
 
$Y
)
 
%
 
7
);

  
  
if
 
((
$d
 
+
 
$e
)
 
>
 
9
)
 
{
 
$dia
 
=
 
(
$d
 
+
 
$e
 
-
 
9
);
 
$mes
 
=
 
4
;
 
}
 
else
 
{
 
$dia
 
=
 
(
$d
 
+
 
$e
 
+
 
22
);
 
$mes
 
=
 
3
;
 
}

  
if
 
((
$dia
 
==
 
26
)
 
AND
 
(
$mes
 
==
 
4
))
 
{
 
$dia
 
=
 
19
;
 
}

  
if
 
((
$dia
 
==
 
25
)
 
AND
 
(
$mes
 
==
 
4
)
 
AND
 
(
$d
 
==
 
28
)
 
AND
 
(
$a
 
>
 
10
))
 
{
 
$dia
 
=
 
18
;
 
}

  
  
return
 
sprintf
(
"%02d-%02d-%04d"
,
 
$dia
,
 
$mes
,
 
$ano
);

}

```

### PL/SQL
Exemplo de código em PL/SQL
```
 
SET
 
SERVEROUTPUT
 
ON
;

 
DECLARE

 
MES
 
number
;

 
DIA
 
number
;

 
A
   
number
;

 
B
   
number
;

 
C
   
number
;

 
D
   
number
;

 
E
   
number
;

 
F
   
number
;

 
G
   
number
;

 
H
   
number
;

 
I
   
number
;

 
K
   
number
;

 
L
   
number
;

 
M
   
number
;

 
ANO
 
NUMBER
;

 
DATA_PASCOA
 
DATE
;

BEGIN

    
ANO
:
=
 
2021
;
 
/*ESTE PARAMETRO EH O ANO PARA O QUAL SE DESEJA CALCULAR A DATA DE PASCOA*/

    
A
 
:
=
 
MOD
(
ANO
,
 
19
);

    
B
 
:
=
 
TRUNC
(
ANO
/
100
);

    
C
 
:
=
 
MOD
(
ANO
,
 
100
);

    
D
 
:
=
 
TRUNC
(
B
/
4
);

    
E
 
:
=
 
MOD
(
B
,
 
4
);

    
F
 
:
=
 
TRUNC
((
B
+
8
)
/
25
);

    
G
 
:
=
 
TRUNC
((
B
-
F
+
1
)
/
3
);

    
H
 
:
=
 
MOD
((
19
*
A
+
B
-
D
-
G
+
15
),
 
30
);

    
I
 
:
=
 
TRUNC
(
C
/
4
);

    
K
 
:
=
 
MOD
(
C
,
 
4
);

    
L
 
:
=
 
MOD
((
32
+
2
*
E
+
2
*
I
-
H
-
K
),
7
);

    
M
 
:
=
 
TRUNC
((
A
+
11
*
H
+
22
*
L
)
/
451
);

    
MES
 
:
=
 
TRUNC
((
H
+
L
-
7
*
M
+
114
)
/
31
);

    
DIA
 
:
=
 
MOD
((
H
+
L
-
7
*
M
+
114
),
 
31
)
 
+
 
1
;

    

    
/*

    SYS.DBMS_OUTPUT.put_line('A= '||A);

    SYS.DBMS_OUTPUT.put_line('B= '||B);

    SYS.DBMS_OUTPUT.put_line('C= '||C);

    SYS.DBMS_OUTPUT.put_line('D= '||D);

    SYS.DBMS_OUTPUT.put_line('E= '||E);

    SYS.DBMS_OUTPUT.put_line('F= '||F);

    SYS.DBMS_OUTPUT.put_line('G= '||G);

    SYS.DBMS_OUTPUT.put_line('H= '||H);

    SYS.DBMS_OUTPUT.put_line('I= '||I);

    SYS.DBMS_OUTPUT.put_line('K= '||K);

    SYS.DBMS_OUTPUT.put_line('L= '||L);

    SYS.DBMS_OUTPUT.put_line('M= '||M);

    */

 

    
DATA_PASCOA
 
:
=
 
TO_DATE
(
LPAD
(
DIA
,
2
,
'0'
)
||
'/'
||
LPAD
(
MES
,
2
,
'0'
)
||
'/'
||
ANO
,
 
'DD/MM/YYYY'
);

 

    
SYS
.
DBMS_OUTPUT
.
put_line
(
'DATA_PASCOA = '
||
DATA_PASCOA
 
);

 

 
END
;

 
/

```

### JAVA
Exemplo de código em Java
```
/*

@param ano o ano para calcular 

*/

private
 
void
 
dataPascoa_Carnaval
(
int
 
ano
)
 
{

	
GregorianCalendar
 
data_Pascoa
 
=
 
new
 
GregorianCalendar
();

	
GregorianCalendar
 
data_Carnaval
 
=
 
new
 
GregorianCalendar
();

	
GregorianCalendar
 
data_CorpusChristi
 
=
 
new
 
GregorianCalendar
();

	
GregorianCalendar
 
data_SextaFeiraSanta
 
=
 
new
 
GregorianCalendar
();

		
int
 
a
 
=
 
ano
 
%
 
19
;

		
int
 
b
 
=
 
ano
 
/
 
100
;

		
int
 
c
 
=
 
ano
 
%
 
100
;

		
int
 
d
 
=
 
b
 
/
 
4
;

		
int
 
e
 
=
 
b
 
%
 
4
;

		
int
 
f
 
=
 
(
b
 
+
 
8
)
 
/
 
25
;

		
int
 
g
 
=
 
(
b
 
-
 
f
 
+
 
1
)
 
/
 
3
;

		
int
 
h
 
=
 
(
19
 
*
 
a
 
+
 
b
 
-
 
d
 
-
 
g
 
+
 
15
)
 
%
 
30
;

		
int
 
i
 
=
 
c
 
/
 
4
;

		
int
 
k
 
=
 
c
 
%
 
4
;

		
int
 
l
 
=
 
(
32
 
+
 
2
 
*
 
e
 
+
 
2
 
*
 
i
 
-
 
h
 
-
 
k
)
 
%
 
7
;

		
int
 
m
 
=
 
(
a
 
+
 
11
 
*
 
h
 
+
 
22
 
*
 
l
)
 
/
 
451
;

		
int
 
mes
 
=
 
(
h
 
+
 
l
 
-
 
7
 
*
 
m
 
+
 
114
)
 
/
 
31
;

		
int
 
dia
 
=
 
((
h
 
+
 
l
 
-
 
7
 
*
 
m
 
+
 
114
)
 
%
 
31
)
 
+
 
1
;

		
data_Pascoa
.
set
(
Calendar
.
YEAR
,
 
ano
);

		
data_Pascoa
.
set
(
Calendar
.
MONTH
,
 
mes
-
1
);

		
data_Pascoa
.
set
(
Calendar
.
DAY_OF_MONTH
,
 
dia
);

		

		
//Carnaval 47 dias antes da pascoa

		
data_Carnaval
.
setTimeInMillis
(
data_Pascoa
.
getTimeInMillis
());

		
data_Carnaval
.
add
(
Calendar
.
DAY_OF_MONTH
,
 
-
47
);

		
//CorpusChristi 60 dias apos a pascoa

		
data_CorpusChristi
.
setTimeInMillis
(
data_Pascoa
.
getTimeInMillis
());

		
data_CorpusChristi
.
add
(
Calendar
.
DAY_OF_MONTH
,
 
60
);

		

		
data_SextaFeiraSanta
.
setTimeInMillis
(
data_Pascoa
.
getTimeInMillis
());

		
data_SextaFeiraSanta
.
add
(
Calendar
.
DAY_OF_MONTH
,
 
-
2
);

	
}

```

### JavaScript
Exemplo de código em Javascript
```
function easterSunday (year) {
 var X=0;
 var Y=0;
 
 if (year>=1582 && year<=1699){X = 22; Y = 2;}
 if (year>=1700 && year<=1799){X = 23; Y = 3;}
 if (year>=1800 && year<=1899){X = 23; Y = 4;}
 if (year>=1900 && year<=2099){X = 24; Y = 5;}
 if (year>=2100 && year<=2199){X = 24; Y = 6;}
 if (year>=2200 && year<=2299){X = 25; Y = 7;}
 
 var a = yeara% 19;
 var b = yearv% 4;
 var c = year % 7;
 var d = ((19*a)+X)d% 30;
 var e = (((2*b)+(4*c)+(6*d)+Y))%7;
 
 var day;
 var month;
 if ((d+e)<10) { 
 day = d+e+22; 
 month = 3;
 }
 else {
 day = d+e-9; 
 month = 4;
 }
 //26 of april 2076
 if (day==26 && month==4) {
 day = 19;
 }
 
 //25 of april 2049
 if (day==25 && month==4 && d==28 && a>10) {
 day = 18;
 }
 
 return new Date(year, month-1, day, 0, 0, 0, 0);
}
```

### Excel®
Há tres formas mais simples utilizando funções do Excel® para retornar a data da páscoa, sendo a segunda bastante curiosa. Ambas consideram que na célula "A1" esteja o ano desejado, mas apenas funcionam entre os anos 1900 e 9999.
A primeira fórmula:
```
=ARRED(DATA(A1;4;1)/7+MOD(19*MOD(A1;19)-7;30)*14%;0)*7-6 
```

```
Excel versão português europeu substituir MOD por RESTO
```

A segunda fórmula:
```
=MOEDA(("4/"&A1)/7+MOD(19*MOD(A1;19)-7;30)*14%;)*7-6 
```

```
Excel versão português europeu substituir MOD por RESTO
```

A terceira fórmula:
```
=ARREDMULTB(DIA(MINUTO(A1/38)/2+56)&"/5"&"/"&A1;7)-34 
```

```
Excel versão português europeu substituir ARREDMULTB por ARRED.DEFEITO
```

Para retornar o dia do carnaval, basta subtrair 47 dias da data da Páscoa. Corpus Christi pode ser obtido somando-se 60 dias à data da Páscoa.

### SQLite
Exemplo de código para cálculo da data da Páscoa em 2018:
```
SELECT

  
DATE
(
anoMesDia
,
 
"+"
 
||
 
(
7
 
-
 
STRFTIME
(
"%w"
,
 
anoMesDia
))
 
||
 
" days"
)
 
AS
 
pascoa

FROM
 
(

  
SELECT

  
ano
 
||
 
SUBSTR
(
mesDia
,
 
1
 
+
 
(
ano
 
%
 
19
)
 
*
 
6
,
 
6
)
 
AS
 
anoMesDia

  
FROM
 
(

  
SELECT

  
"-04-14-04-03-03-23-04-11-03-31-04-18-04-08-03-28-04-16-04-05-03-25-04-13-04-02-03-22-04-10-03-30-04-17-04-07-03-27"
 
AS
 
mesDia
,

  
2018
 
AS
 
ano
));

```